# Ан-Насірія
Ан-Насірія (англ. al-Nasiriyah, араб. الناصرية) — поселення в Сирії, що складає невеличку друзьку общину в нохії Нава, яка входить до складу мінтаки Ізра в південній сирійській мухафазі Дара.